# Nasrin Oryakhil
Nasrin Oryakhil (Cabul, 1964) é uma ministra, ginecologista e obstetra do Afeganistão. Nasrin recebeu inúmeros prêmios ao longo de sua carreira política como ministra.

## Vida
Nasrin nasceu em 1964, em Cabul, no Afeganistão. É ginecologista e obstetra e, desde 2004, é diretora do Malalai Maternity Hospital. Dentro do hospital, fundou a primeira clínica para reparo de fístula obstétrica no Afeganistão. É presidente da organização não-governamental Afghan Family Health Asociation e membro da Afghan Women's Network, cujo propósito é desenvolver um Conselho de Medicina no Afeganistão. Nasrin também apoiou a criação da Afghan Midwives Association, associação que reconhece as parteiras do país.
Em 2014, recebeu o Prêmio Internacional às Mulheres de Coragem. Em 2015, tornou-se ministra do Partido Trabalhista do Afeganistão. Foi uma das quatro mulheres entre as últimas dezesseis implementações ao governo de unidade nacional de Ashraf Ghani. Em 12 de novembro de 2016, foi demitida pelo parlamento afegão.